# Vannella mainensis
Vannella mainensis – gatunek ameby należący do rodziny  Vannellidae z supergrupy Amoebozoa według klasyfikacji Cavaliera-Smitha.
Forma pełzająca jest kształtu łopatkowatego, podłużnego albo flagowatego. Hialoplazma zajmuje około 2/3 całkowitej długości pełzaka. Osobnik dorosły osiąga wielkość 19 – 37 μm. Posiada pojedyncze jądro o średnicy 3,7 – 6,5 μm z centralnie umieszczonym jąderkiem o średnicy 2 – 4 μm.
Forma swobodnie pływająca nieregularnie kulista, posiada czasami z kilkoma smukłymi, tępo zakończonymi pseudopodiami.
Występuje w morzu.